# ريتشارد إير
ريتشارد إير (بالإنجليزية: Richard Eyre)‏ (و. 1943 – م) هو مخرج مسرحي، ومخرج سينمائي، ومنتج أفلام، وكاتب سيناريو، من المملكة المتحدة.

## مناصب
تولى منصب Governor of the BBC ‏.

## التعليم
تعلم في كلية لينكولن ‏، وبيترهاوس ‏، ومدرسة شيربورن ‏.

## مناصب وهيئات
أدار بي بي سي.

## جوائز وترشيحات
حصل على جوائز منها:
- قائد الفنون والآداب
- جائزة لورنس أوليفيه
- قائد وسام الامبراطورية البريطانية.

ترشح لـ:
- جائزة توني لأفضل إخراج مسرحي [الإنجليزية]‏ (2002)
- جائزة توني لأفضل إخراج مسرحي [الإنجليزية]‏ (1997).

## وصلات خارجية
- ريتشارد إير على موقع IMDb (الإنجليزية)
- ريتشارد إير على موقع مونزينجر (الألمانية)
- ريتشارد إير على موقع ألو سيني (الفرنسية)
- ريتشارد إير على موقع تيرنر كلاسيك موفيز (الإنجليزية)
- ريتشارد إير على موقع أول موفي (الإنجليزية)
- ريتشارد إير على موقع قاعدة بيانات برودواي على الإنترنت (الإنجليزية)
- ريتشارد إير على موقع قاعدة بيانات برودواي على الإنترنت (الإنجليزية)
- ريتشارد إير على موقع قاعدة بيانات الأفلام السويدية (السويدية)
- ريتشارد إير على موقع قاعدة بيانات الفيلم (الإنجليزية)
- ريتشارد إير على موقع كينوبويسك (الروسية)